# Кубок Словаччини з футболу 2019—2020
Кубок Словаччини з футболу 2019–2020 — 27-й розіграш кубкового футбольного турніру в Словаччині. Титул здобув Слован (Братислава).

## Календар
| Раунд        | Дата                           | Матчі | Клуби     |
| ------------ | ------------------------------ | ----- | --------- |
| Перший раунд | 20 липня - 7 серпня 2019       | 98    | 226 → 128 |
| 1/64 фіналу  | 13 серпня - 9 жовтня 2019      | 64    | 128 → 64  |
| 1/32 фіналу  | 4 вересня - 12 жовтня 2019     | 32    | 64 → 32   |
| 1/16 фіналу  | 24 вересня - 16 листопада 2019 | 16    | 32 → 16   |
| 1/8 фіналу   | 30 жовтня - 4 грудня 2019      | 8     | 16 → 8    |
| 1/4 фіналу   | 4 березня 2020                 | 4     | 8 → 4     |
| 1/2 фіналу   | 16-17/23-24 червня 2020        | 4     | 4 → 2     |
| Фінал        | 8 липня 2020                   | 1     | 2 → 1     |

## 1/16 фіналу
| Команда 1                        | Рахунок      | Команда 2                        |
| -------------------------------- | ------------ | -------------------------------- |
| 24 вересня 2019                  |              |                                  |
| Дружственик (Явовце) (5)         | 0:8          | Спартак (Трнава)                 |
| Комарно (2)                      | 0:2          | Нітра                            |
| 25 вересня 2019                  |              |                                  |
| ОФК Дунайська Лужна (3)          | 0:3          | Петржалка (2)                    |
| Кошиці (2)                       | 2:2 пен. 1:4 | Тренчин                          |
| Славой (Требішов) (2)            | 1:2          | ВіОн (Злате Моравце)             |
| Спартак (Меджилабірці) (4)       | 1:2          | Дукла (Банська Бистриця) (2)     |
| Дружственик (Бешенов) (5)        | 1:7          | Татран (Ліптовський Мікулаш) (2) |
| Спартак (Висока-над-Кисуцоу) (5) | 0:4          | Середь                           |
| Младост (Калша) (3)              | 2:6          | Ружомберок                       |
| Спиське Подградє (4)             | 0:3          | Попрад (2)                       |
| Нове Место-над-Вагом (3)         | 0:4          | Жиліна                           |
| Марселова (3)                    | 0:3          | МФК Скалиця (2)                  |
| Дружственик (Радимов) (5)        | 0:2          | ДАК 1904 (Дунайська Стреда)      |
| 2 жовтня 2019                    |              |                                  |
| Малженіце (3)                    | 0:0 пен. 1:4 | Сениця                           |
| 9 жовтня 2019                    |              |                                  |
| Славія ТУ Кошице (4)             | 0:3          | Погроньє                         |
| 16 листопада 2019                |              |                                  |
| Партизан (Бардіїв) (2)           | 2:5          | Слован (Братислава)              |

## 1/8 фіналу
| Команда 1                   | Рахунок      | Команда 2                        |
| --------------------------- | ------------ | -------------------------------- |
| 30 жовтня 2019              |              |                                  |
| ДАК 1904 (Дунайська Стреда) | 0:0 пен. 4:3 | Спартак (Трнава)                 |
| Середь                      | 3:0          | Петржалка (2)                    |
| Попрад (2)                  | 3:0          | Дукла (Банська Бистриця) (2)     |
| Нітра                       | 3:2          | Татран (Ліптовський Мікулаш) (2) |
| Сениця                      | 1:1 пен. 3:4 | Ружомберок                       |
| Тренчин                     | 4:0          | МФК Скалиця (2)                  |
| 14 листопада 2019           |              |                                  |
| Погроньє                    | 0:1          | ВіОн (Злате Моравце)             |
| 4 грудня 2019               |              |                                  |
| Слован (Братислава)         | 2:0          | Жиліна                           |

## 1/4 фіналу
| Команда 1                   | Рахунок      | Команда 2            |
| --------------------------- | ------------ | -------------------- |
| 4 березня 2020              |              |                      |
| ДАК 1904 (Дунайська Стреда) | 2:0          | Попрад (2)           |
| Середь                      | 0:2          | Ружомберок           |
| Нітра                       | 1:1 пен. 4:5 | ВіОн (Злате Моравце) |
| Тренчин                     | 2:2 пен. 5:6 | Слован (Братислава)  |

## 1/2 фіналу
| Команда 1                   | Заг. | Команда 2            | 1-й матч | 2-й матч |
| --------------------------- | ---- | -------------------- | -------- | -------- |
| 17/23 червня 2020           |      |                      |          |          |
| Слован (Братислава)         | 6:1  | ВіОн (Злате Моравце) | 4:1      | 2:0      |
| 17/24 червня 2020           |      |                      |          |          |
| ДАК 1904 (Дунайська Стреда) | 1:4  | Ружомберок           | 1:1      | 0:3      |

## Фінал
| 8 липня 2020 18:00 (EEST) |

| Слован (Братислава) | 1:0      | Ружомберок |
| ------------------- | -------- | ---------- |
| Ожболт 48' (пен.)   | Протокол |            |

| Національний футбольний стадіон, Братислава Глядачів: 0 Арбітр: Філіп Глова |